# Šamgar

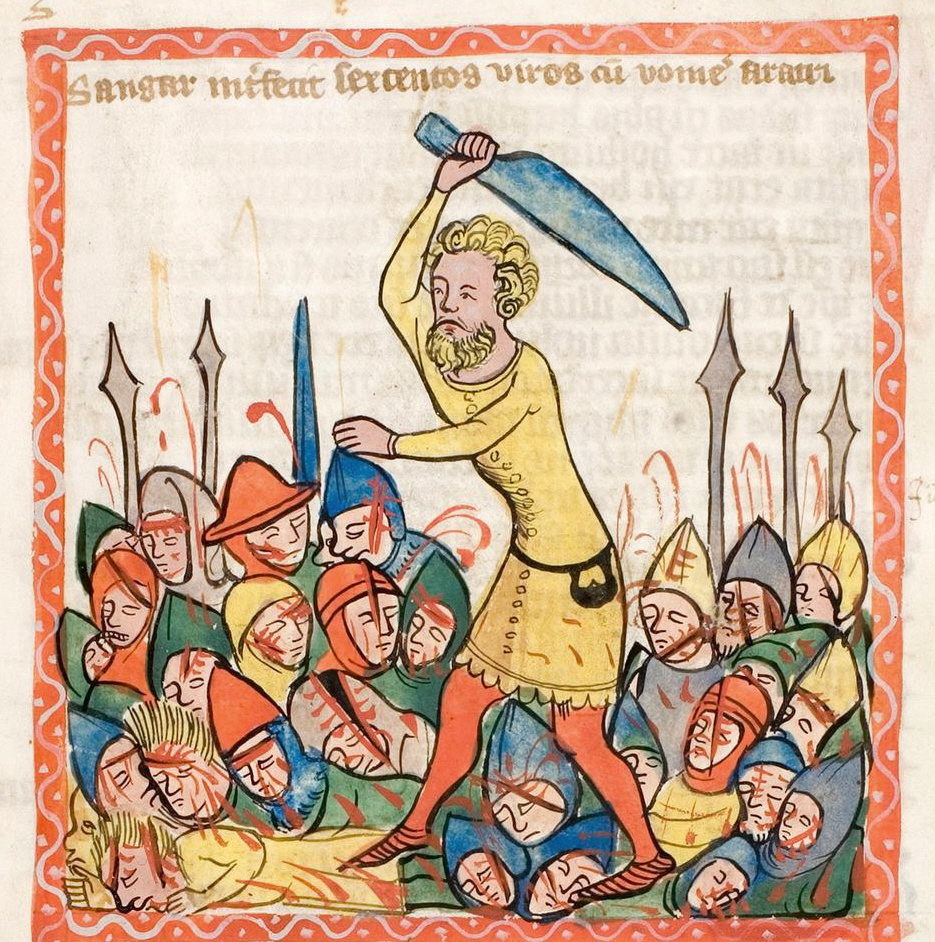
Šamgar v knize Speculum humanae salvationis

Šamgar (hebrejsky שַׁמְגַּר‎), přepisováno též jako Samgar, je jméno biblické postavy, starozákonního soudce Izraele, jenž je zmíněn v knize Soudců na dvou místech. Jméno se vykládá jako „Tam cizincem“ či „Tam bydlel“. David Gans ve své kronice uvádí, že Šamgarovo soudcovské období se kryje se soudcovským obdobím soudce Ehúda.
Protože se však zápis knihy Soudců přímo nezmiňuje o tom, že by Šamgar soudil, mají někteří biblisté za to, že se jednalo pouze o hrdinu té doby, který pomohl synům Izraele, když je začali utiskovat Pelištejci. Někteří dokonce samotného Šamgara považují za Neizraelce, jehož udatností v boji proti Pelištejcům synové Izraele pocítili znatelnou úlevu. Šamgar totiž svým bodcem na pohánění dobytka pobil 600 nepřátel.
Šamgar je dále v Bibli zmíněn v Debořině písni.